# العظامي
العظامي منطقة عراقية وتلول، في ناحية بصية في قضاء السلمان في محافظة المثنى بصحراء الدبدبة بالبادية العراقية أقصى جنوب العراق، ولا يزال في أرضها ألغام تُباغِت رعاة الأغنام.